# Pogonia minor
Pogonia minor là một loài thực vật có hoa trong họ Lan. Loài này được (Makino) Makino miêu tả khoa học đầu tiên năm 1909.